# Talha

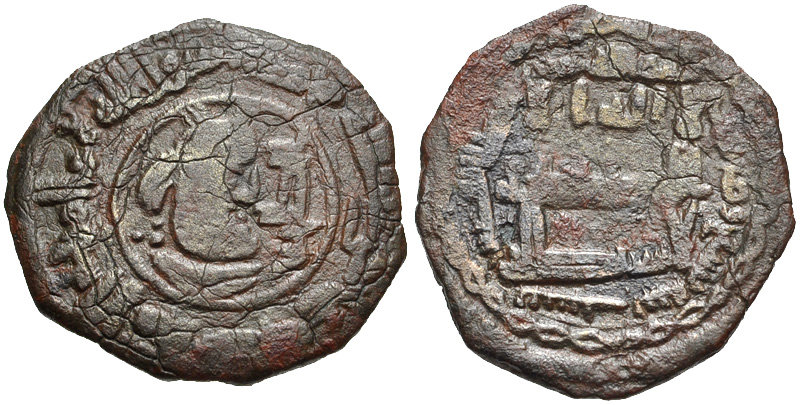
Moneda de Talha ibn Tahir

Talha ibn Táhir (طلحة بن طاهر) (muerto en 828), hijo de Táhir ibn Husayn, fue el gobernador tahirí de Jorasán desde 822 hasta su muerte.
En 822 Táhir ibn Husayn, que había tomado el control de Jorasán el año anterior, murió. De acuerdo con algunos informes, el califa Al-Mamún en un primer momento apoyó reemplazarlo con el hermano de Talha, Abdalah ibn Táhir al-Jurasani, pero éste estaba ocupado con los rebeldes en Al-Yazira, por lo que Talha fue confirmado como gobernador del este de Irán en su lugar.
El reinado de Talha es principalmente conocido por sus campañas en Sistán, otra provincia bajo su gobierno, en contra de los jariyíes locales, que eran dirigidos por Hamza ibn Adharak. Los enfrentamientos entre los dos continuaron hasta 828, cuando ambos Hamza y Talha murieron. Talha fue sucedido en el cargo por su hermano Abdalah.